# Stade Armandie
Pour les articles homonymes, voir Armandie.
Le stade Armandie est un stade situé à Agen, en Lot-et-Garonne. Il fait partie du parc municipal des sports de la ville d'Agen et est utilisé par le SU Agen, club de rugby à XV huit fois champion de France. La capacité totale de l'enceinte dépasse les 14 400 places dont 10 512 places assises.

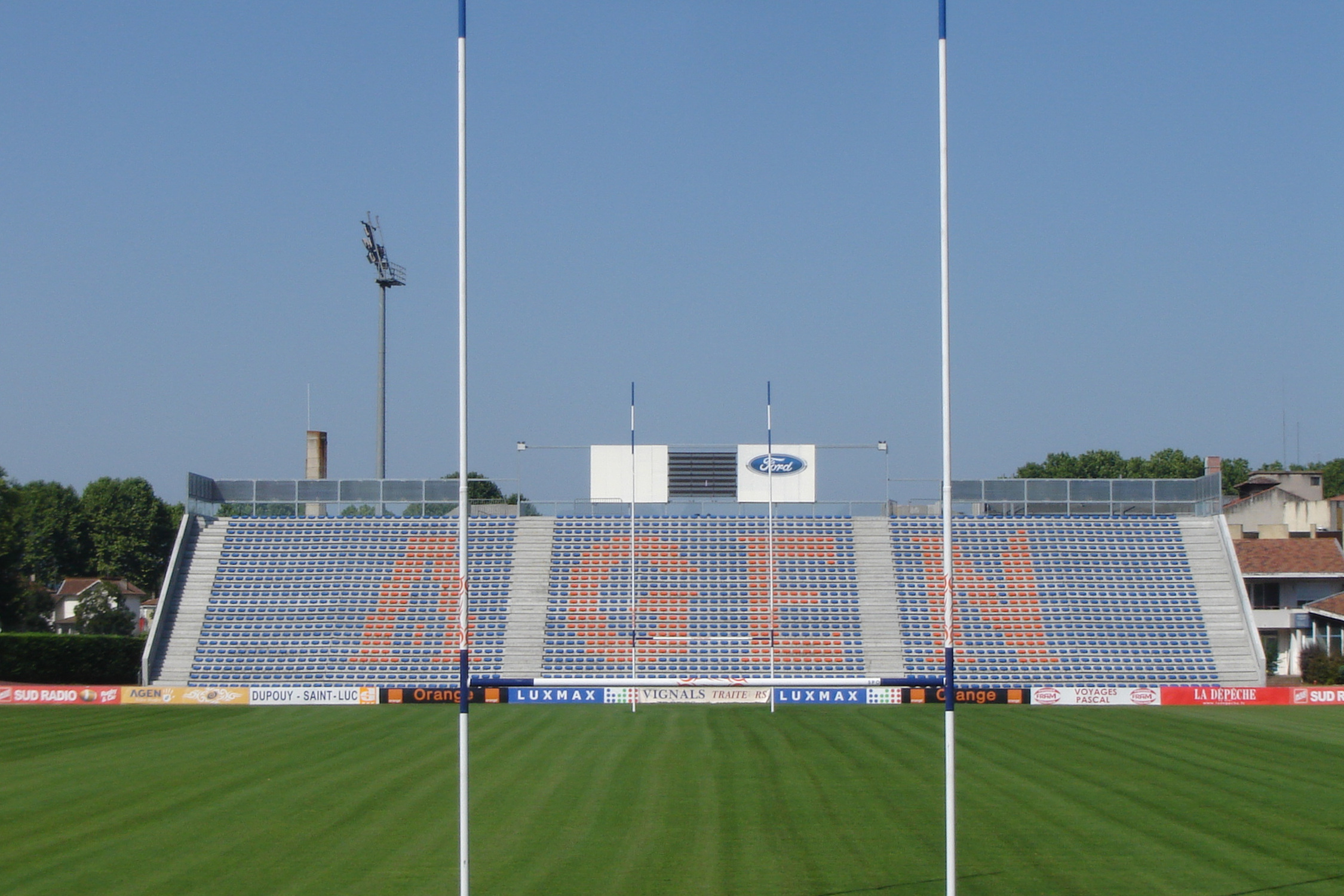
Tribune Lacroix avant sa couverture

## Historique

### Les origines
Le mythique stade de rugby agenais est né de la ténacité du premier président du SU Agen, René Montiès, lequel après de nombreuses démarches obtint la location du terrain de Genevois. Grâce à des subventions de la ville d'Agen, de l’Etat, mais également grâce à une souscription lancée auprès des Agenais, il fit édifier une première tribune en bois de 65 mètres de long qui pouvait abriter 1 500 personnes.
À l’occasion de la rencontre entre le SU Agen et le Bordeaux EC, le 9 octobre 1921, le stade est baptisé "Stade Armandie" en hommage à Alfred Armandie joueur de rugby et fondateur du club, mort au combat à Massiges dans la Marne le 25 septembre 1915.
Le SU Agen disputait auparavant ses rencontres à domicile au terrain des Chênes, qu'il dota en 1920 d'un monument aux rugbymen agenais morts pour la France lors du premier conflit mondial.

### Premiers aménagements 1930-1957
Pour fêter le premier titre de champion de France du SUA, les premiers véritables vestiaires sont construits en 1930.
En 1957, la tribune en bois est agrandie pour contenir 1 800 places et des terre-pleins derrière les en-but sont aménagés à l'occasion d'un match international France-Italie. Le terre-plein côté Est prendra le nom officieux de "butte à Bébert".

### Agrandissements et aménagements 1965-1988
En 1965 une deuxième tribune de 2 500 places assises, baptisée "tribune Marathon" est édifiée de l'autre côté du terrain.
Puis, en 1972, la vieille tribune en bois érigée en 1921 est rasée pour laisser la place à une nouvelle tribune. Elle sera baptisée "Tribune Ferrasse" en 2003, du nom de l'ancien joueur international de rugby et président de la Fédération française de rugby à XV, Albert Ferrasse.
L'éclairage du stade est installé en 1983 et de nouveaux vestiaires avec piscine sont livrés en 1986.
Le centre de formation est inauguré en 1988.

### Le stade Armandie depuis 1990
À l'occasion de la Coupe du monde de rugby organisée en France en 1991, une nouvelle tribune de plus grande dimension est construite en 1990 à la place de l'ancienne "tribune Marathon". Elle contient 4 300 places assises et abrite les nouveaux vestiaires des joueurs, la tribune présidentielle, la tribune de presse, ainsi que trente-six loges et un espace de réception réservés aux partenaires et sponsors du club. Elle porte le nom de l'ancien joueur international de rugby Guy Basquet.

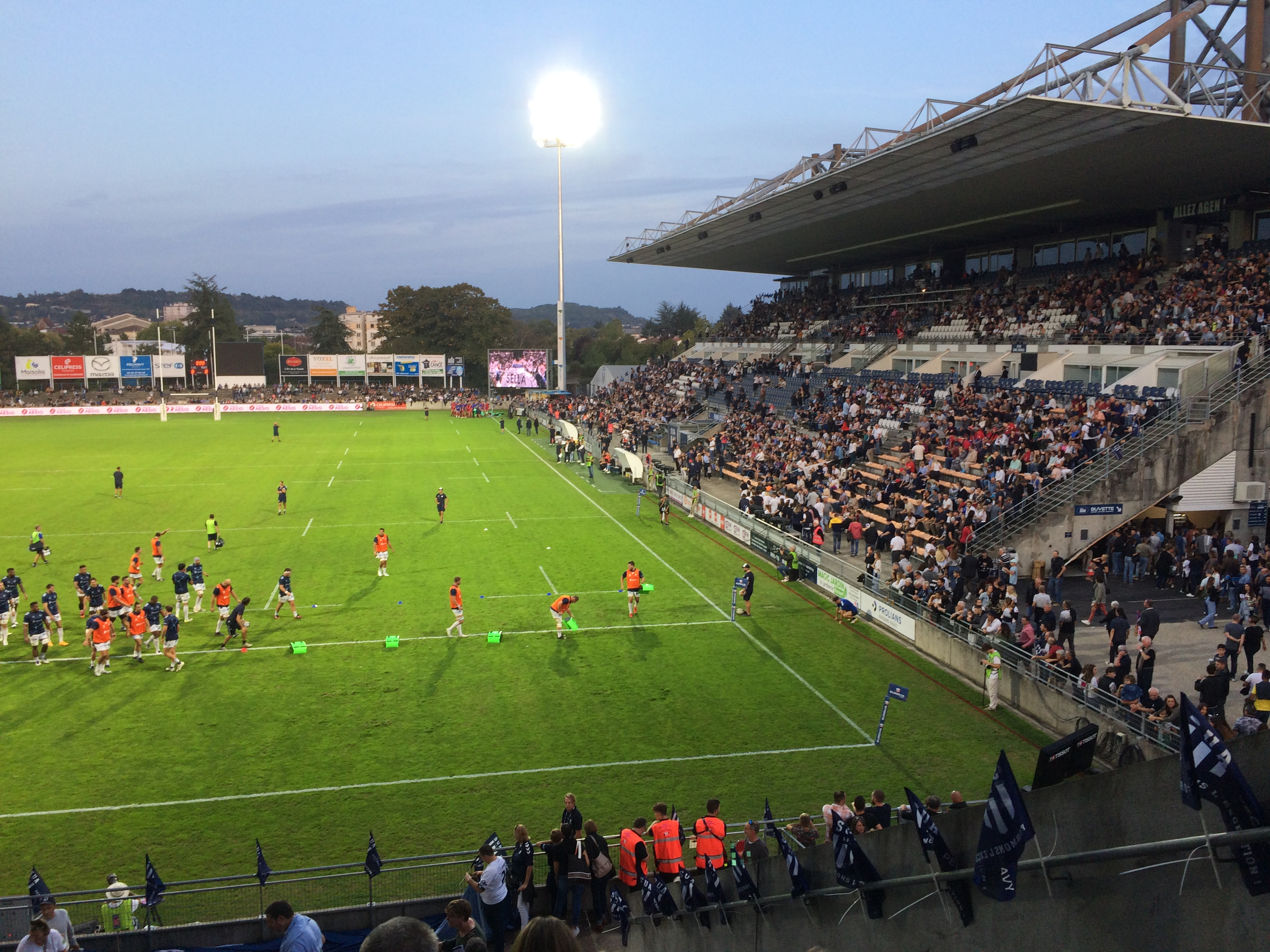
Tribune Basquet

Une troisième tribune voit le jour en 2007 augmentant la capacité du stade de 2 002 places assises supplémentaires. Elle est baptisée "Tribune Lacroix" du nom du joueur international de rugby Pierre Lacroix. Cette tribune donne un nouvel aspect au stade puisque les spectateurs peuvent désormais profiter du match assis derrière les poteaux. La nouvelle boutique du club est installée au rez-de-chaussée de cette tribune à l'entrée du stade.
Au cours des années 2008 à 2010, le stade a fait l'objet d'une rénovation et d'une amélioration de la qualité d'accueil des spectateurs grâce au remplacement de la sonorisation, l'installation de deux écrans géants, le remplacement des derniers bancs en bois qui subsistaient encore dans la tribune Ferrasse. Cette dernière tribune est agrandie en 2010 de 648 places assises portant sa capacité totale à 3 526 places assises. Par ailleurs, l'ensemble du stade est décoré aux couleurs du SU Agen et la "tribune Lacroix" affiche fièrement sur sa façade, côté entrée du stade, les 8 titres de champion de France obtenus par le club entre 1930 et 1988.
En janvier 2012, la tribune Lacroix a vu sa capacité augmentée de 104 places assises par la construction de 5 nouvelles loges installées sur la partie supérieure avec un nouvel accès direct par ascenseur.
La construction d'une quatrième tribune provisoire sur la "butte à Bébert" contenant 300 places assises a été actée lors du conseil municipal de la ville d'Agen le 19 septembre 2015. Finalement cette tribune provisoire n'a jamais été réalisée.

## Le nouveau stade Armandie
Au mois de juin 2020, le projet de rénovation du stade porté par la mairie d'Agen, l'Agglomération d'Agen et la Région Nouvelle-Aquitaine a été présenté au public et à la presse pour un coût total d'environ 26 millions d'Euros dont 14 millions financés par les différentes collectivités publiques .

Le cabinet d'architecture qui a été choisi est celui de François de la Serre, agenais d'origine, associé au cabinet japonais Azusa Sekkei.

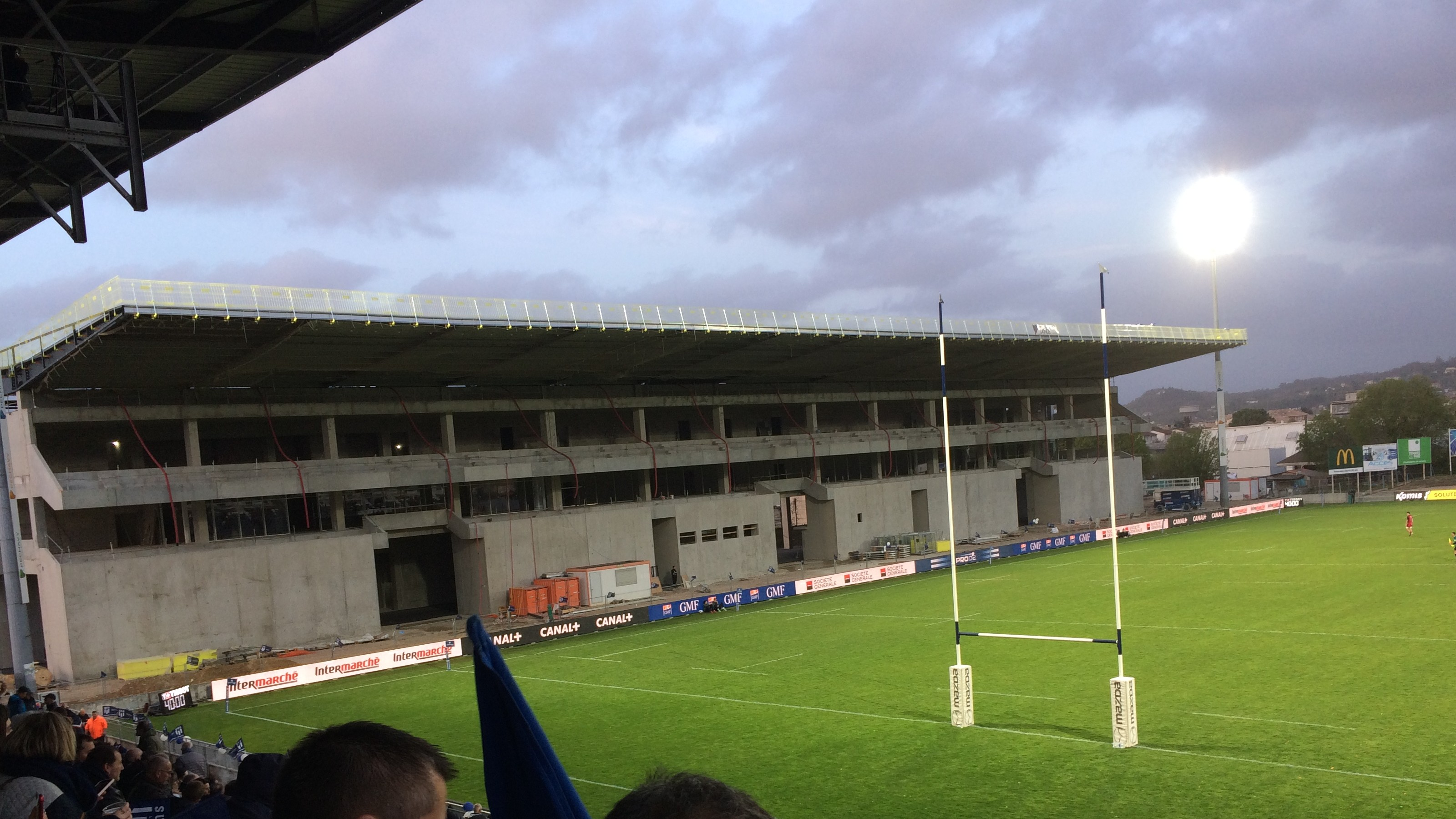
Nouvelle tribune Ferrasse en construction

Le projet d'ensemble est basé sur une unité générale du lieu au niveau de la toiture et des façades pour former une enceinte harmonieuse aux couleurs du club grâce notamment à des kakémonos bleu et blanc de 9 mètres posés sur les façades des tribunes Ferrasse et Lacroix ainsi que sur les structures métalliques reliant les trois tribunes.

Les travaux ont débuté en avril 2021 par la construction, sous la tribune Basquet, d'un centre de haute performance comprenant de nouveaux vestiaires, une nouvelle salle de musculation, un espace médical avec des équipements de cryothérapie et balnéothérapie, un espace détente pour les joueurs, les bureaux de la direction du club, ainsi qu'une nouvelle salle de presse.

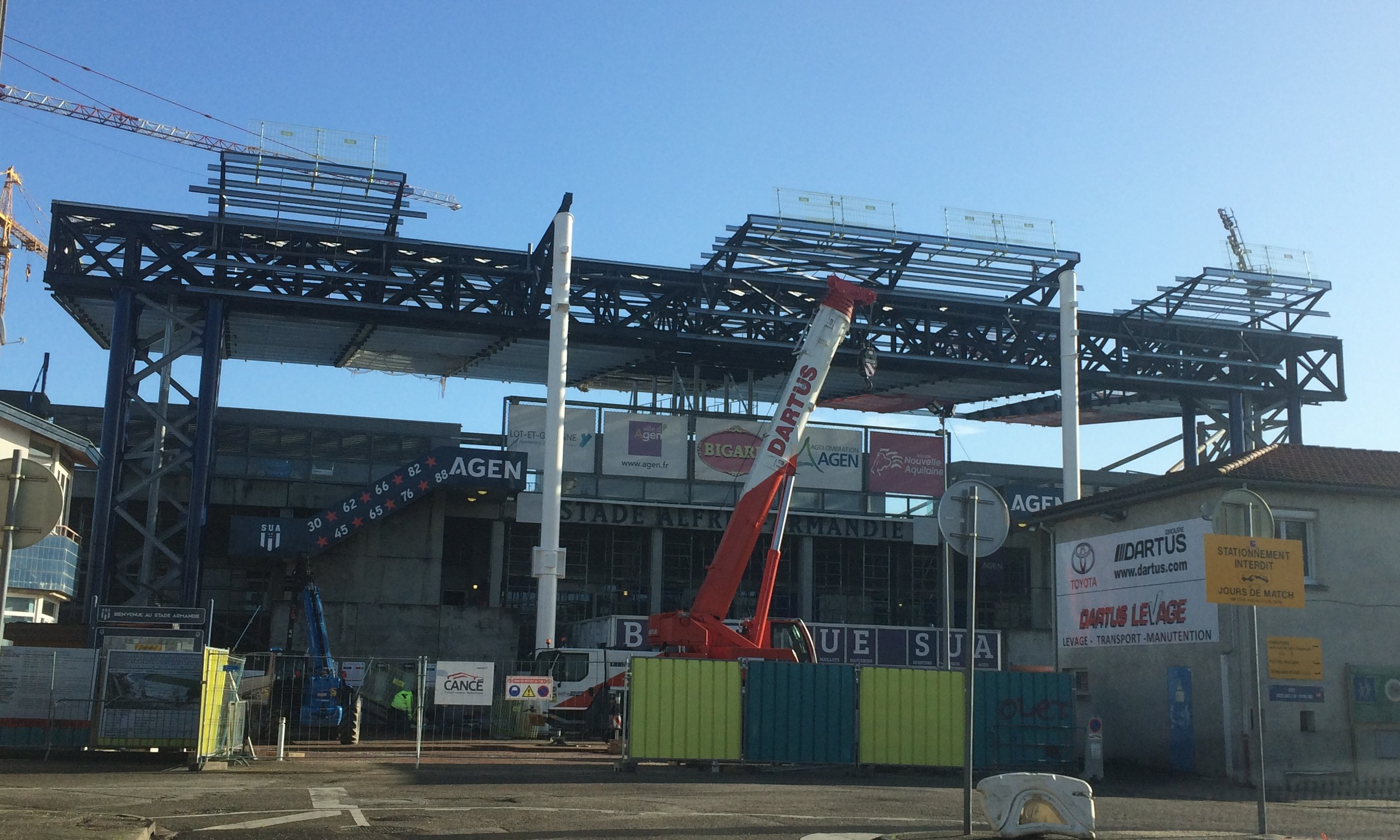
Tribune Lacroix en travaux

L'ancienne tribune Ferrasse a été démolie au cours de l'été 2021. Sa reconstruction a commencé au mois de septembre 2021. Cette nouvelle tribune contient 4 106 places se répartissant en 2 924 places "grand public" et 1 182 places aux premier et deuxième étages, réservées aux partenaires du club dans 38 nouvelles loges et un salon VIP, nommé "salon des étoiles", d'une superficie de 640 m² avec vue panoramique sur le terrain. Une galerie commerciale nommée "rue des légendes", accessible au public et retraçant la riche histoire du club et de ses joueurs phares, est située au rez-de-chaussée de cette nouvelle tribune.
La couverture de la Tribune Lacroix a été réalisée en décembre 2021.
Les quatre mats d'éclairage du stade ont été changés en 2022, portant sa puissance totale à 1800 lux, obtenant ainsi la labellisation de la Ligue nationale de rugby.
À l'issue de ces travaux, le nombre de places assises a été porté de 9 500 places à 10 512 places. En comptabilisant les places debout de la zone pesage (jauge de 4160 places), la capacité totale du stade dépasse désormais les 14 400 places.
L'inauguration de la nouvelle enceinte a eu lieu le 7 octobre 2022 à l'occasion du match de Championnat de France de rugby à XV de 2e division 2022-2023 opposant le SUA au Stade aurillacois.

### Extension envisagée
La construction d'un hôtel avait été envisagée à plus long terme sur la fameuse "butte à Bébert" derrière les poteaux, côté Est, afin de fermer totalement l'enceinte. Ce projet a finalement été abandonné au cours de l'année 2022 à la suite de l'installation prochaine de deux nouveaux hôtels 4 étoiles à proximité du stade.
L'idée de fermer l'enceinte n'a pour autant pas été abandonnée, puisque la construction d'une quatrième tribune est envisagée par le club et son président. Elle devrait abriter une brasserie et un pôle de santé .

### Galerie de photos

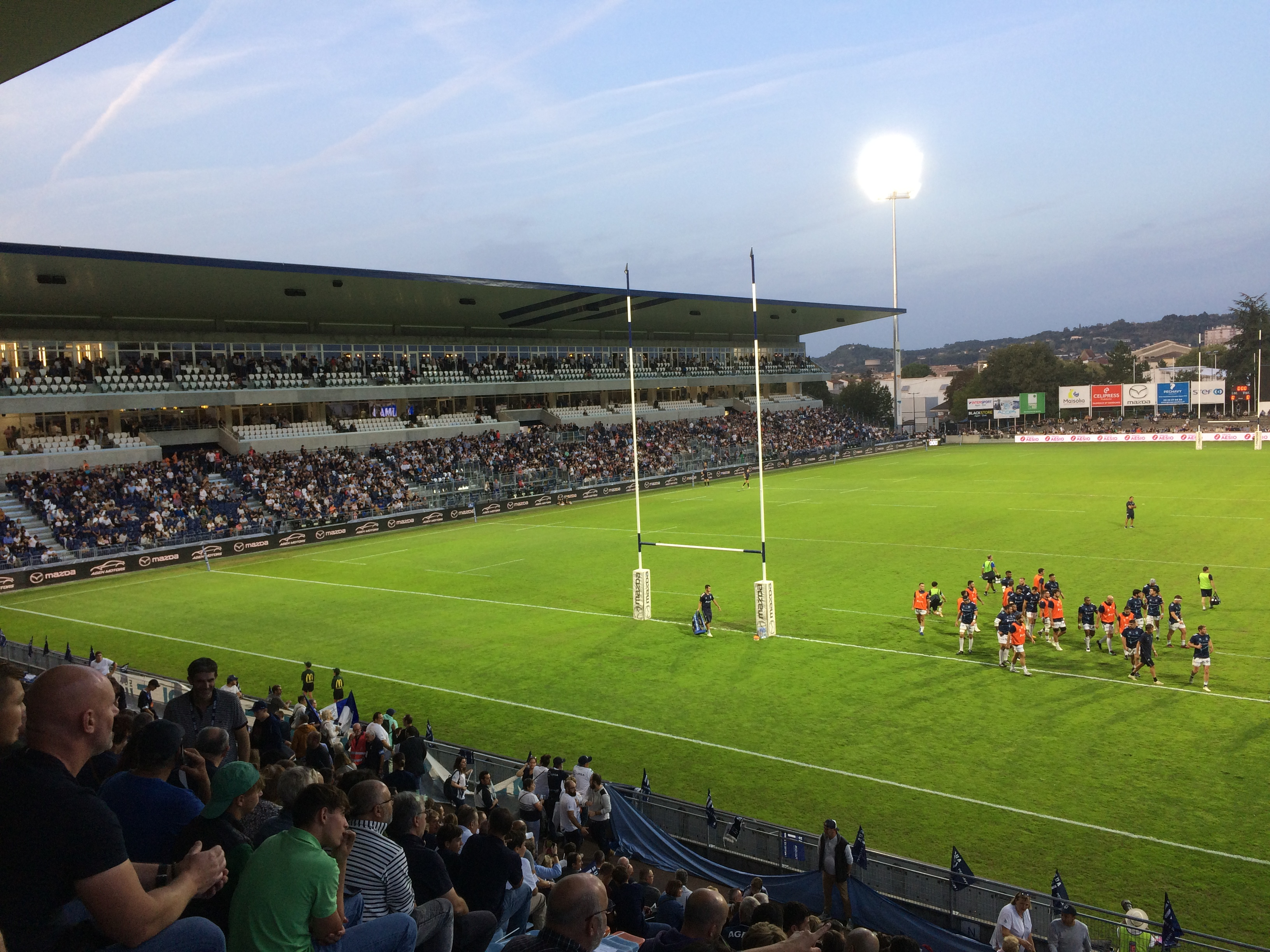
Match d'inauguration le 07/10/2022
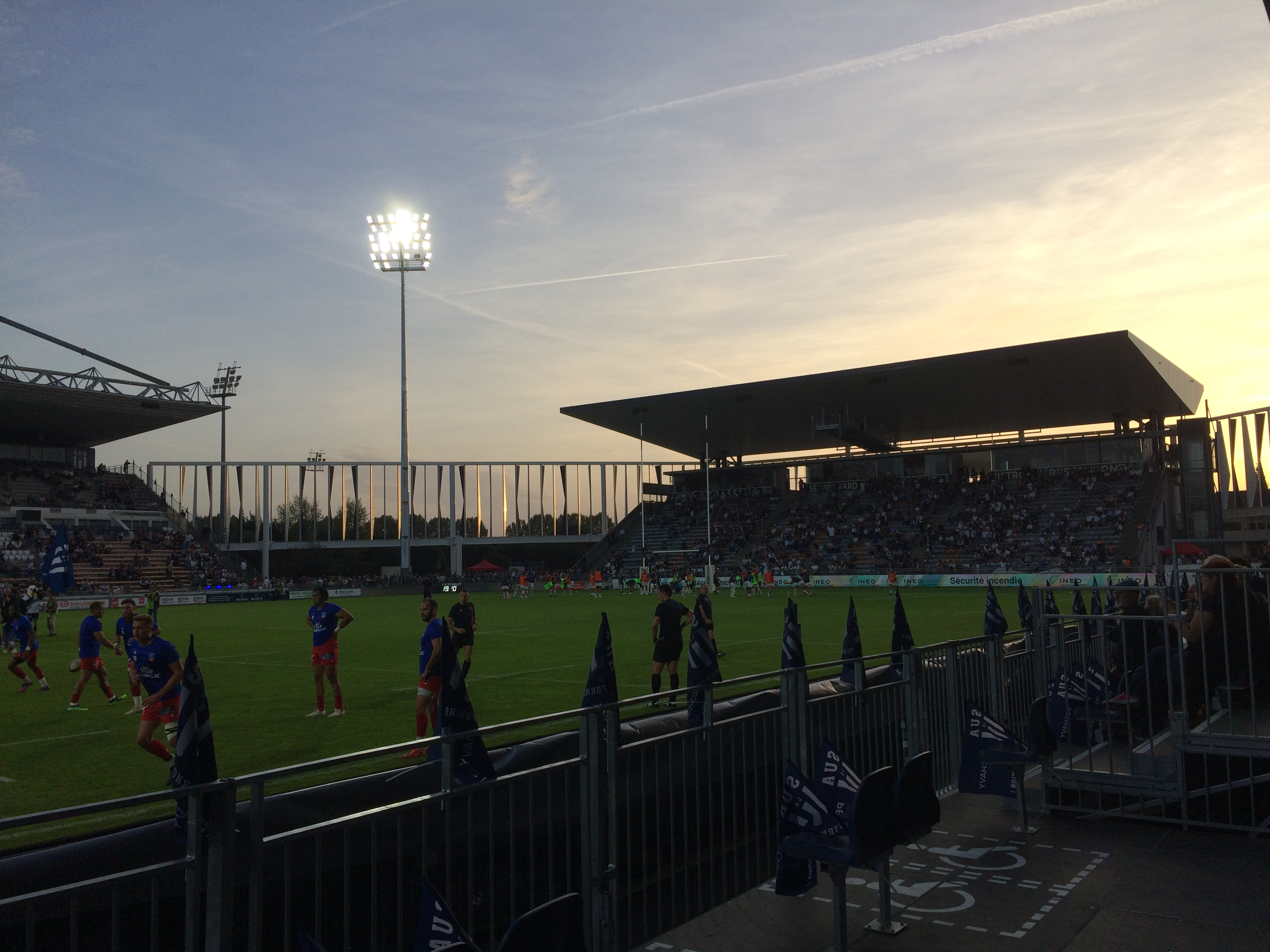
Vue depuis la nouvelle tribune Ferrasse lors du match d'inauguration du 07/10/2022
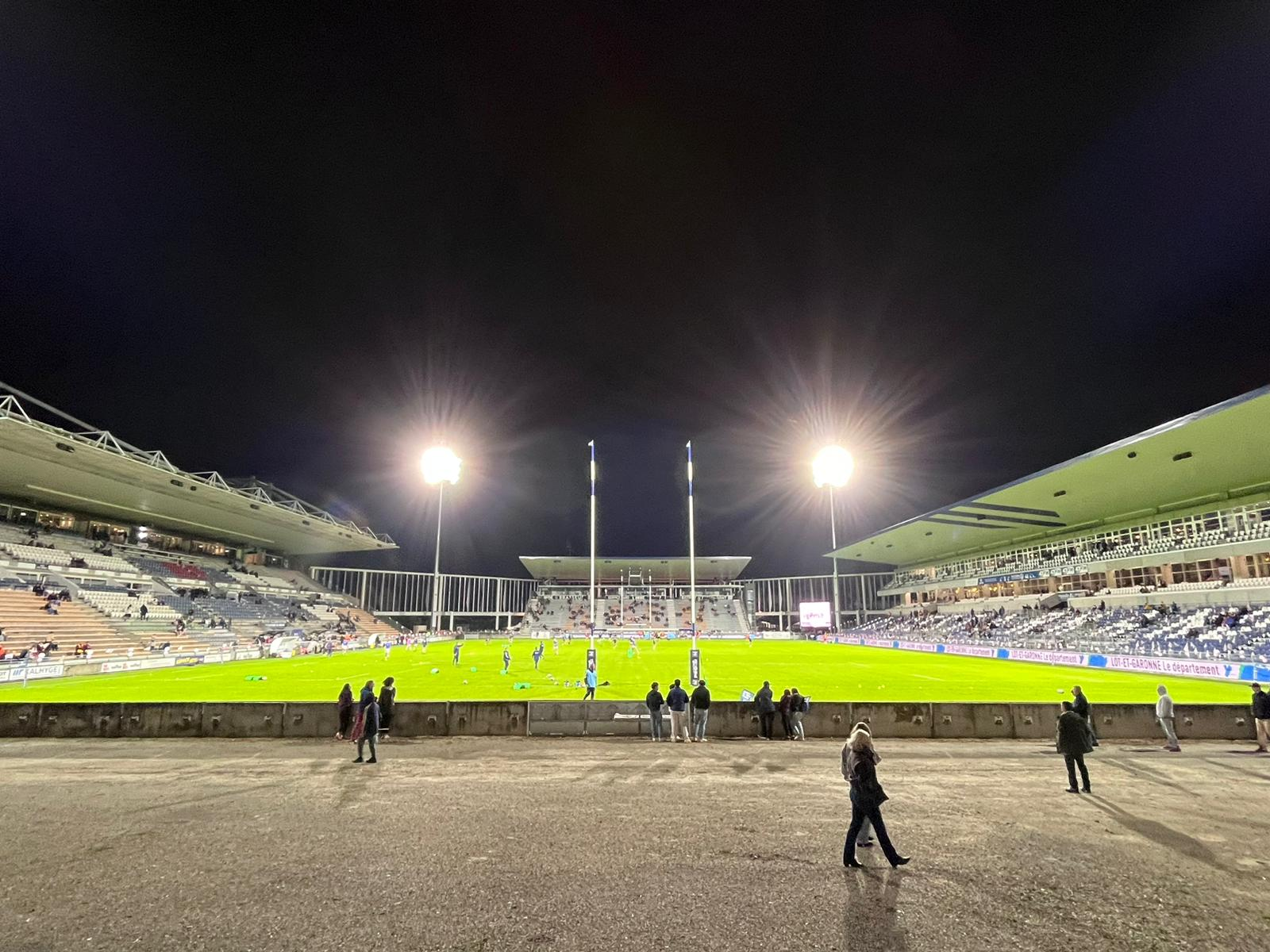
Stade Armandie vu depuis la butte à Bébert
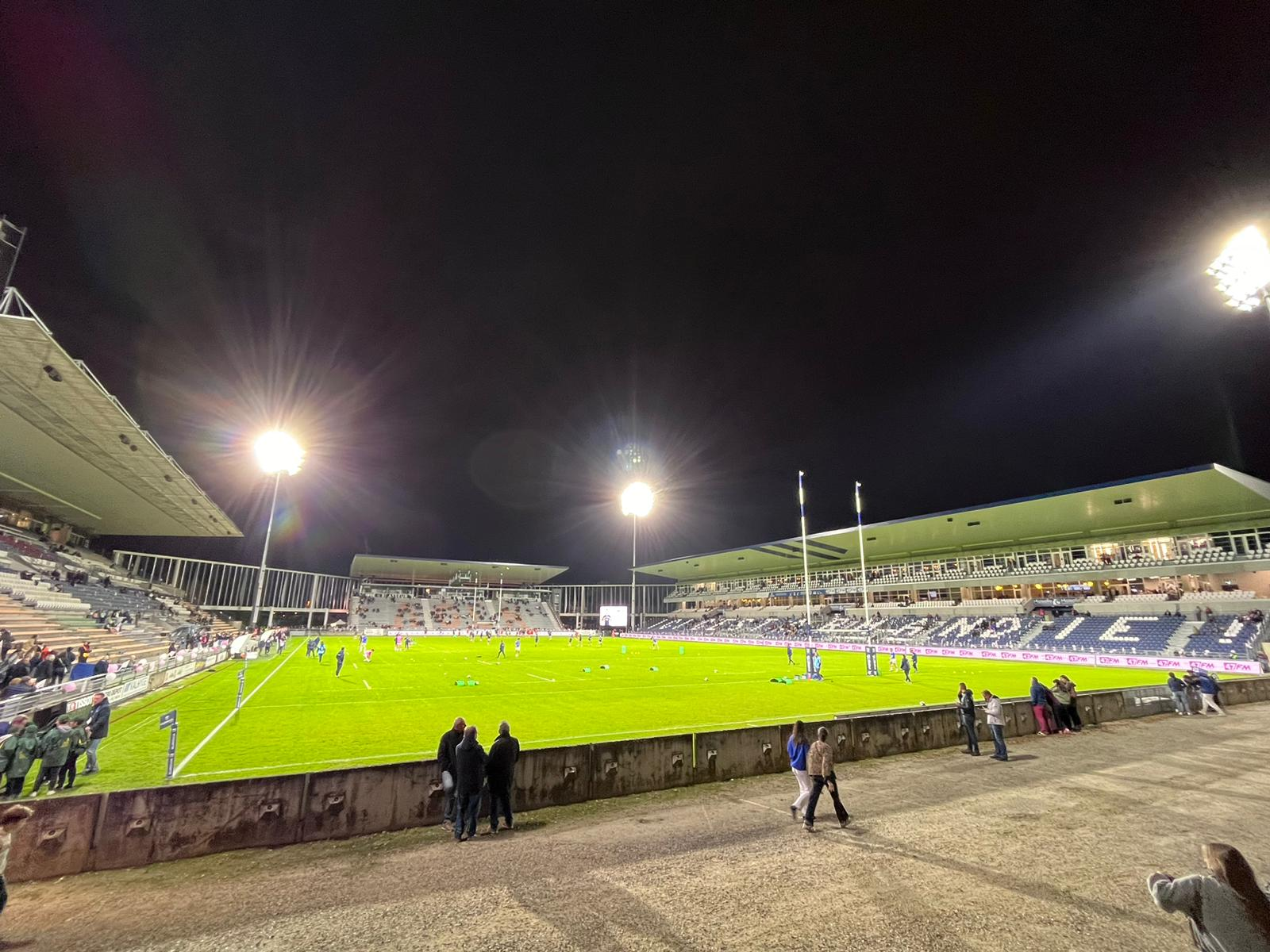
vue des tribunes du Stade Armandie

## Rencontres et manifestations importantes
- le 9 octobre 1921 : SU Agen 12 - 3  Bordeaux étudiants club
- le 13 novembre 1974 :  France 16 - 31 Afrique du Sud
- Le 1er mai 1980 : Barbarians français 26  - 22 Écosse  (1er match des Barbarians français)
- le 11 novembre 1987 :  France 49 - 3 Roumanie
- le 13 octobre 1991 :  France 19 - 13 Canada  (Coupe du monde de rugby)
- le 23 janvier 2011 : SU Agen football 2 - 3 Paris Saint Germain (1/16 finale Coupe de France de Football)
- le 22 mai 2011 : Union Bordeaux Bègles 21 - 14 Sporting club albigeois (finale Pro D2)
- le 17 juin 2017 : le Supercross d'Agen, compétition de Moto-cross, est organisé au stade Armandie devant 10 000 spectateurs, une première dans un stade en France.
- le 7 octobre 2022 : SU Agen 43 - 20  Stade aurillacois Cantal Auvergne, (match d'inauguration du nouveau stade Armandie devant 10 700 spectateurs).